# Glória do Ribatejo
Glória do Ribatejo é uma vila portuguesa que foi sede da extinta Freguesia de Glória do Ribatejo do Município de Salvaterra de Magos, no Distrito de Santarém, freguesia que tinha 55,03 km² de área e 3224 habitantes (2011), donde uma densidade populacional de 58,6 hab./km².
A Freguesia de Glória do Ribatejo, que havia sido criada em 1966, foi extinta (agregada) pela reorganização administrativa de 2012/2013, tendo o seu território sido agregado ao da Freguesia de Granho para formar a nova União de Freguesias de Glória do Ribatejo e Granho.
A povoação de Glória do Ribatejo, que até 1968 se designava apenas Glória, foi elevada à categoria de vila em 20 de Maio de 1993.
Tendo pertencido antes à freguesia de Muge, é por muitos considerada a vila mais ribatejana de Portugal.[carece de fontes?]
Glória está situada na parte Sul do Ribatejo, entre os rios Tejo e Sorraia a 17 km de Salvaterra de Magos e 9 km de Marinhais.

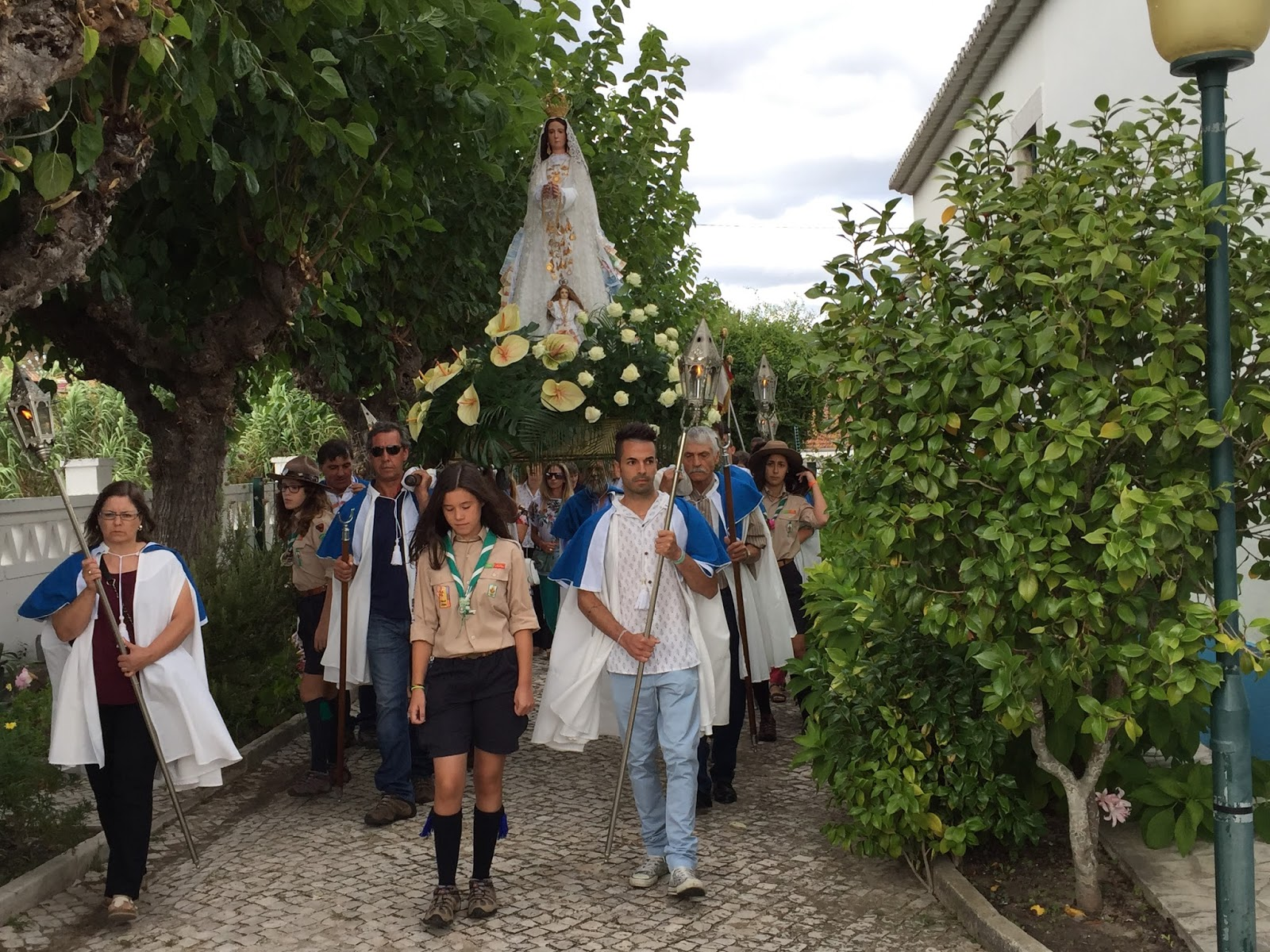
Nossa Senhora da Glória do Ribatejo

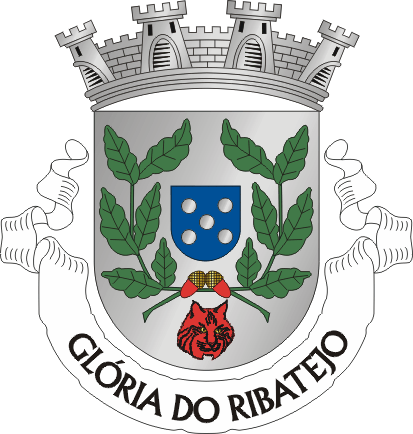
Brasão de Glória do Ribatejo

Numa perspectiva histórica, a Glória tem provavelmente sete séculos de existência. Situada numa região plana e aberta, não teria um tipo definido de habitante. Favorecida pela protecção real (carta de mercês), o povo da Glória voltou-se para a charneca, cultivando e criando gado. Isentos do serviço militar durante anos, este povo foi-se “fechando“ nos seus hábitos e costumes tradicionais e característicos.
Durante décadas, durante a Guerra Fria e mesmo depois da queda da União Soviética, Glória possuiu uma base da RARET (Rádio de RETransmissão), instalação dos Estados Unidos que transmitia programas da Rádio Europa Livre através de onda curta para as nações de Leste para lá Cortina de Ferro, incluindo a União Soviética (e mais tarde a Rússia). O posto emissor funcionou de 1951 a 1996, único a funcionar fora da Alemanha Ocidental. Após o seu encerramento, a instalação foi abandonada.
Com a guerra colonial, que levou muitos jovens para fora da terra e com o aparecimento do RARET, muito se alterou na localidade. Houve abertura aos hábitos e costumes exteriores, mais postos de trabalho com os seus benefícios económicos, desenvolvimento escolar e possibilidade dos jovens continuarem os seus estudos.
Atualmente as mudanças sociais são bem visíveis na Glória devido à formação dos jovens, havendo agora muitas profissões liberais e cursos superiores.

## População
| População da freguesia de Glória do Ribatejo | População da freguesia de Glória do Ribatejo | População da freguesia de Glória do Ribatejo | População da freguesia de Glória do Ribatejo | População da freguesia de Glória do Ribatejo | População da freguesia de Glória do Ribatejo | População da freguesia de Glória do Ribatejo | População da freguesia de Glória do Ribatejo | População da freguesia de Glória do Ribatejo | População da freguesia de Glória do Ribatejo | População da freguesia de Glória do Ribatejo | População da freguesia de Glória do Ribatejo | População da freguesia de Glória do Ribatejo | População da freguesia de Glória do Ribatejo | População da freguesia de Glória do Ribatejo |
| -------------------------------------------- | -------------------------------------------- | -------------------------------------------- | -------------------------------------------- | -------------------------------------------- | -------------------------------------------- | -------------------------------------------- | -------------------------------------------- | -------------------------------------------- | -------------------------------------------- | -------------------------------------------- | -------------------------------------------- | -------------------------------------------- | -------------------------------------------- | -------------------------------------------- |
| 1864                                         | 1878                                         | 1890                                         | 1900                                         | 1911                                         | 1920                                         | 1930                                         | 1940                                         | 1950                                         | 1960                                         | 1970                                         | 1981                                         | 1991                                         | 2001                                         | 2011                                         |
|                                              |                                              |                                              |                                              |                                              |                                              |                                              |                                              |                                              |                                              | 3189                                         | 3675                                         | 3435                                         | 3427                                         | 3224                                         |

Nota: A freguesia foi criada pelo decreto lei nº 47.170, de 29 de Agosto de 1966, com lugares desanexados da freguesia de Muge.
| Distribuição da População por Grupos Etários | Distribuição da População por Grupos Etários | Distribuição da População por Grupos Etários | Distribuição da População por Grupos Etários | Distribuição da População por Grupos Etários | Distribuição da População por Grupos Etários | Distribuição da População por Grupos Etários | Distribuição da População por Grupos Etários | Distribuição da População por Grupos Etários | Distribuição da População por Grupos Etários |
| -------------------------------------------- | -------------------------------------------- | -------------------------------------------- | -------------------------------------------- | -------------------------------------------- | -------------------------------------------- | -------------------------------------------- | -------------------------------------------- | -------------------------------------------- | -------------------------------------------- |
| Ano                                          | 0-14 Anos                                    | 15-24 Anos                                   | 25-64 Anos                                   | > 65 Anos                                    |                                              | 0-14 Anos                                    | 15-24 Anos                                   | 25-64 Anos                                   | > 65 Anos                                    |
| 2001                                         | 388                                          | 452                                          | 1 975                                        | 612                                          |                                              | 11,3%                                        | 13,2%                                        | 57,6%                                        | 17,9%                                        |
| 2011                                         | 350                                          | 252                                          | 1 857                                        | 765                                          |                                              | 10,9%                                        | 7,8%                                         | 57,6%                                        | 23,7%                                        |

Média do País no censo de 2001:  0/14 Anos-16,0%; 15/24 Anos-14,3%; 25/64 Anos-53,4%; 65 e mais Anos-16,4%
Média do País no censo de 2011:   0/14 Anos-14,9%; 15/24 Anos-10,9%; 25/64 Anos-55,2%; 65 e mais Anos-19,0%

## Lenda
Em fins de 1366 ficou ligado à história da Glória do Ribatejo a Lenda de El-Rei D. Pedro.
Andava D. Pedro batendo os matos da charneca com séquito e matilhas quando, entusiasmado na perseguição da peça grada, se isolou da sua gente. O corcel frogoso abria clareira nas ervas, incitado pelos seus brados, e o veado, bonito exemplar, nervoso e ágil, altivo na imponência da sua armadura bem lançada de galhos, tomava-lhe a dianteira numa fuga desesperada. Mas o cavalo não cedia, antes tragava aos poucos a distância que o ruminante lhe levava.
El-Rei, embriagado pela luta travada, esporava sempre, olhos aguilhoando o objectivo da carreira, esquecido da companhia. De súbito, surge um pego enorme. E enquanto o veado o galgava, desaparecendo no cerrado da vegetação em bacanal, D. Pedro caiu-lhe dentro, tolhido o cavalo por intraduzível torpor.
De entre moitas, à sorrelpa, um bicho desconhecido, espécie de gato enorme, caminha para o atacar e, numa derradeira esperança, El–Rei invoca a Virgem da Glória. O bicho, sem mais quê, de novo se embrenha no mato e D. Pedro, livre e são, logo ali jurou erguer uma ermida a perpetuar graças. Outros não dão comparsia ao veado. O bicho perseguido salta o pego e o rei passa o mesmo momento angustioso.

## História
A origem da Glória do Ribatejo remonta ao século XIV, quando o Rei D. Pedro I manda edificar em 1362 uma igreja, como demonstra a lápide medieval ainda hoje presente na fachada deste templo. Em 1364, o mesmo monarca concede-lhe uma carta de privilégios, com enormes isenções e liberdades, com o intuito de facilitar o povoamento desta nova localidade. Vivendo essencialmente da agricultura, pastorícia e outras actividades mais rudimentares, a Glória do Ribatejo desenvolveu uma cultura muito peculiar que a diferenciou das restantes freguesias do concelho.
Com uma identificação cultural muito marcante, construída no dia a dia desta população, ainda hoje é possível observar nesta povoação costumes ancestrais. Uma das razões apontadas para a preservação destes valores prende-se com a endogamia. No passado, ao evitar casamentos com outras pessoas de outras localidades, este povo conservou genuinamente os usos e costumes dos seus antepassados.
Apesar de ser assediada por outros valores, a Glória do Ribatejo soube sempre respeitar a sua identidade cultural, motivo pelo qual esta vila ainda hoje se orgulha de respirar tradição.

## Pontos Turísticos
- Casa Tradicional de Glória do Ribatejo

Casa Tradicional de Glória do Ribatejo: núcleo existente desde 1988 ,promovido pela Associação para a Defesa do Património Etnográfico e Cultural da Glória do Ribatejo.
Reconstitui-se um modelo de habitação de um agricultor de poucos recursos, da década de 40.
A casa é feita em adobe, constituída pelas divisões da sala e do quarto. 
- Museu Etnográfico de Glória do Ribatejo

Museu Etnográfico: edifício constituído por dois andares que funcionam como local de exposição de instrumentos agrícolas, peças de vestuário e objectos de valor arqueológico e também como espaço de exposições temáticas. 
- Igreja de Nossa Senhora da Glória

Ao longo dos tempos a igreja medieval mandada construir pelo rei D. Pedro I, sofreu inúmeras alterações.
A última grande transformação ocorreu na década de 60 do séc. XX, quando se colocou o relógio, modificando por completo a antiga torre.
- Fonte Velha

A Fonte Velha foi por muito tempo a única fonte de água existente na Glória do Ribatejo, era o meio utilizado pela população para consumo próprio. De momento encontra-se inativa, trazendo apenas a recordação de que em tempos foi o único meio de sanidade do povo gloriano.
Tendo sido arranjada há pouco tempo, tendo agora melhor aspeto, é sem duvida um dos símbolos de Glória do Ribatejo.
- Fornos de Montoia

A Junta de Freguesia da Glória do Ribatejo ambiciona pôr totalmente a descoberto os antigos fornos do Montóia que serviram, durante dezenas de anos, para produzir tijolo burro aplicado-os depois nas habitações e na construção de poços naquela vila ribatejana.
- Igreja de Santa Luzia do Cocharro

- Museu da Casa do Povo

Na própria casa do povo de Glória existe uma parte dedicada inteiramente ao folclore, exposição permanente e exposições temporárias tudo sobre a história do rancho e também sobre a Glória.

## Clubes
- Sport Clube Desportos Glória do Ribatejo
- Associação Febre Amarela
- Glória Moto Clube
- Glória BTT
- Glória Pesca

## Museus
- ADPEC, Associação para a Defesa do Património Etnográfico e Cultural de Glória do Ribatejo
- ARFCPGR, Associação Rancho Folclórico da Casa do Povo de Glória do Ribatejo
- MOGR, Museu Online de Glória do Ribatejo